# 主体朝鮮の永遠なる首領
主体朝鮮の永遠なる首領（しゅたいちょうせんのえいえんなるしゅりょう、朝鮮語: 주체조선의 영원한 수령）は、朝鮮民主主義人民共和国（北朝鮮）の歴代の最高指導者である金日成と金正日に対して、2016年に与えられた称号である。

## 称号の歴史

### 共和国主席
1972年に憲法において朝鮮民主主義人民共和国主席の称号が定められ、同年12月28日に最高人民会議において、それまで首相と朝鮮労働党中央委員会総書記を兼務していた金日成が選出された。金日成は1994年に死去するまでその職にあった。金日成の死後、共和国主席の座は空席となり、最高指導者を継承した息子の金正日にその称号は与えられなかった。

### 永遠なる主席
1998年の憲法改正で、以下の文言を含む前文が追加された。
原文:
조선민주주의인민공화국과 조선 인민은 조선로동당의 령도 밑에 위대한 수령 김일성 동지를 공화국의 영원한 주석으로 높이 모시며 김일성 동지의 사상과 업적을 옹호 고수하고 계승 발전시켜 주체혁명 위업을 끝까지 완성하여 나갈 것이다.
日本語訳:
朝鮮民主主義人民共和国及び朝鮮人民は、朝鮮労働党の指導下に、偉大なる首領金日成同志を共和国の永遠なる主席として高く頂き、金日成同志の思想及び業績を擁護固守し、継承発展させ、主体革命偉業を最後まで完成して行くであろう。
共和国主席は「法的には」北朝鮮の国家元首であるが、実際には、その権限は国家のイデオロギーである主体思想に由来している。アシュリー・J・テリスとマイケル・ウィルズによれば、この前文の文言は、金日成に対する個人崇拝に基づく神権政治国家という、北朝鮮の独自性を示すものである。さらに、北朝鮮は金日成の誕生年である1912年を紀元とする主体年号を採用した。

### 永遠なる国防委員会委員長
金正日の死後、2012年に憲法が改正され、前文に、金正日を「共和国の永遠なる国防委員会委員長」とする文言が追加された。
原文:
조선민주주의인민공화국과 조선인민은 조선로동당의 령도밑에 위대한 수령 김일성동지를 공화국의 영원한 주석으로, 위대한 령도자 김정일동지를 공화국의 영원한 국방위원회 위원장으로 높이 모시며 김일성동지와 김정일동지의 사상과 업적을 옹호고수하고 계승발전시켜 주체혁명위업을 끝까지 완성하여나갈것이다.
日本語訳:
朝鮮民主主義人民共和国及び朝鮮人民は、朝鮮労働党の指導下に、偉大なる首領金日成同志を共和国の永遠なる主席として、偉大なる指導者金正日同志を共和国の永遠なる国防委員会委員長として高く頂き、金日成同志及び金正日同志の思想及び業績を擁護固守し、継承発展させ、主体革命偉業を最後まで完成して行くであろう。

### 主体朝鮮の永遠なる首領
2016年の憲法改正により、「永遠なる主席」「永遠なる国防委員会委員長」に変えて、金日成と金正日を総称する「主体朝鮮の永遠なる首領」という称号が新たに設けられた。2019年の憲法改正でもこの部分は維持された。
原文：
조선민주주의인민공화국과 조선인민은 위대한 김일성동지와 김정일동지를 주체조선의 영원한 수령으로 높이 모시고 조선로동당의 령도밑에 김일성동지와 김정일동지의 사상과 업적을 옹호고수하고 계승발전시켜 주체혁명위업을 끝까지 완성하여나갈것이다.
漢字交じり表記：
朝鮮民主主義人民共和國과 朝鮮人民은 偉大한 金日成同志와 金正日同志를 主體朝鮮의 永遠한 首領으로 높이 모시고 朝鮮勞動黨의 領導밑에 金日成同志와 金正日同志의 思想과 業績을 擁護固守하고 繼承發展시켜 主體革命偉業을 끝까지 完成하여나갈것이다.
日本語訳：
朝鮮民主主義人民共和国及び朝鮮人民は、偉大なる金日成同志及び金正日同志を主体朝鮮の永遠なる首領として高く推戴し、朝鮮労働党の指導下に金日成同志及び金正日同志の思想及び業績を擁護固守し、継承発展させ、主体革命偉業を最後まで完成して行くであろう。
金正日の死後、国家主席の機能と権限は、首相、最高人民会議議長、最高人民会議常任委員会委員長、国防委員会（2016年以降は国務委員会）委員長、武力最高司令官など多数の役職に分割された。